# Knapton, Scampston

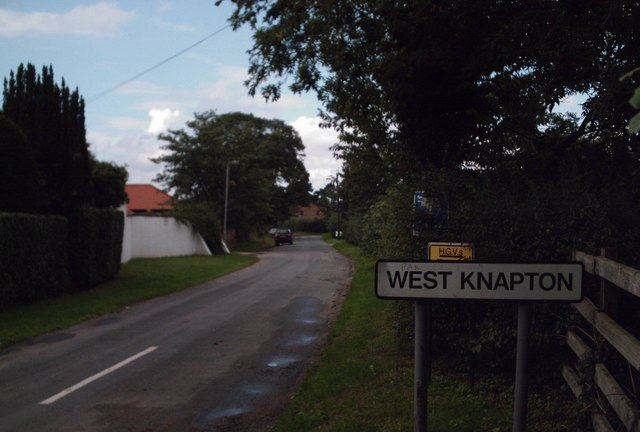
West Knapton

Knapton var en civil parish från 1866 till 1935 då den blev en del av Scampston, i grevskapet East Riding of Yorkshire (nu North Yorkshire), i England. Civil parish var belägen 10 km från Malton och hade 236 invånare år 1931. Byn nämndes i Domedagsboken (Domesday Book) år 1086, och kallades då Cnapeton/Cnapetone.